# Puengasí
Puengasí ist ein Stadtteil von Quito und eine Parroquia urbana in der Verwaltungszone Manuela Sáenz im Kanton Quito der ecuadorianischen Provinz Pichincha. Die Fläche beträgt etwa 11 km². Die Einwohnerzahl lag im Jahr 2019 bei 77.436.

## Lage
Die Parroquia Puengasí liegt ostzentral in Quito 3,5 km südöstlich vom Stadtzentrum auf einer etwa 3030 m hohen Anhöhe. Der Río Machángara fließt entlang der nordwestlichen Verwaltungsgrenze nach Nordosten. Im Osten wird die Parroquia von der Avenida Simón Bolívar und der Avenida General Rumiñahui begrenzt.
Die Parroquia Puengasí grenzt im Osten und im Süden an die Parroquias rurales Cumbayá und Conocoto, im Südwesten an die Parroquia La Ferroviaria, im äußersten Westen an die Parroquia Chimbacalle sowie im Nordwesten und im Norden an die Parroquia Itchimbía. 

## Barrios
Die Parroquia Puengasí ist in folgende Barrios und Stadtteile gegliedert:
- 1 de Mayo
- Auqui de Monjas
- Balcón del Valle
- Edén del Valle
- El Guabo
- Miravalle
- Monjas
- Obrero Independiente
- Patrimonio Familiar
- San Francisco
- San Isidro de Puengasí
- Valle de Puengasí

## Sonstiges
Vom Aussichtspunkt "Loma de Puengasí" hat man einen Blick über die Stadt Quito und auf die dahinter gelegenen Vulkane Rucu Pichincha und Guagua Pichincha.